# Oliver Frank
Oliver Frank (* 1. September 1963 in Göttingen als Oliver Kruck; † 25. Februar 2022 ebenda) war ein deutscher Schlagersänger.

## Leben und Wirken
1985 entdeckte ihn eine Talentsucherin und er produzierte im Star-Studio in Hamburg seine erste Single Abschied von Fernando. An den Instrumenten waren Dicky Tarrach (Schlagzeug), Nils Tuxen (Bass) und Thissy Thiers (Gitarre) von der ehemaligen Band The Rattles. Weitere Singles (Im Hafen von Piräus, Palermo bei Nacht) sowie das erste Album Santa Barbara folgten.

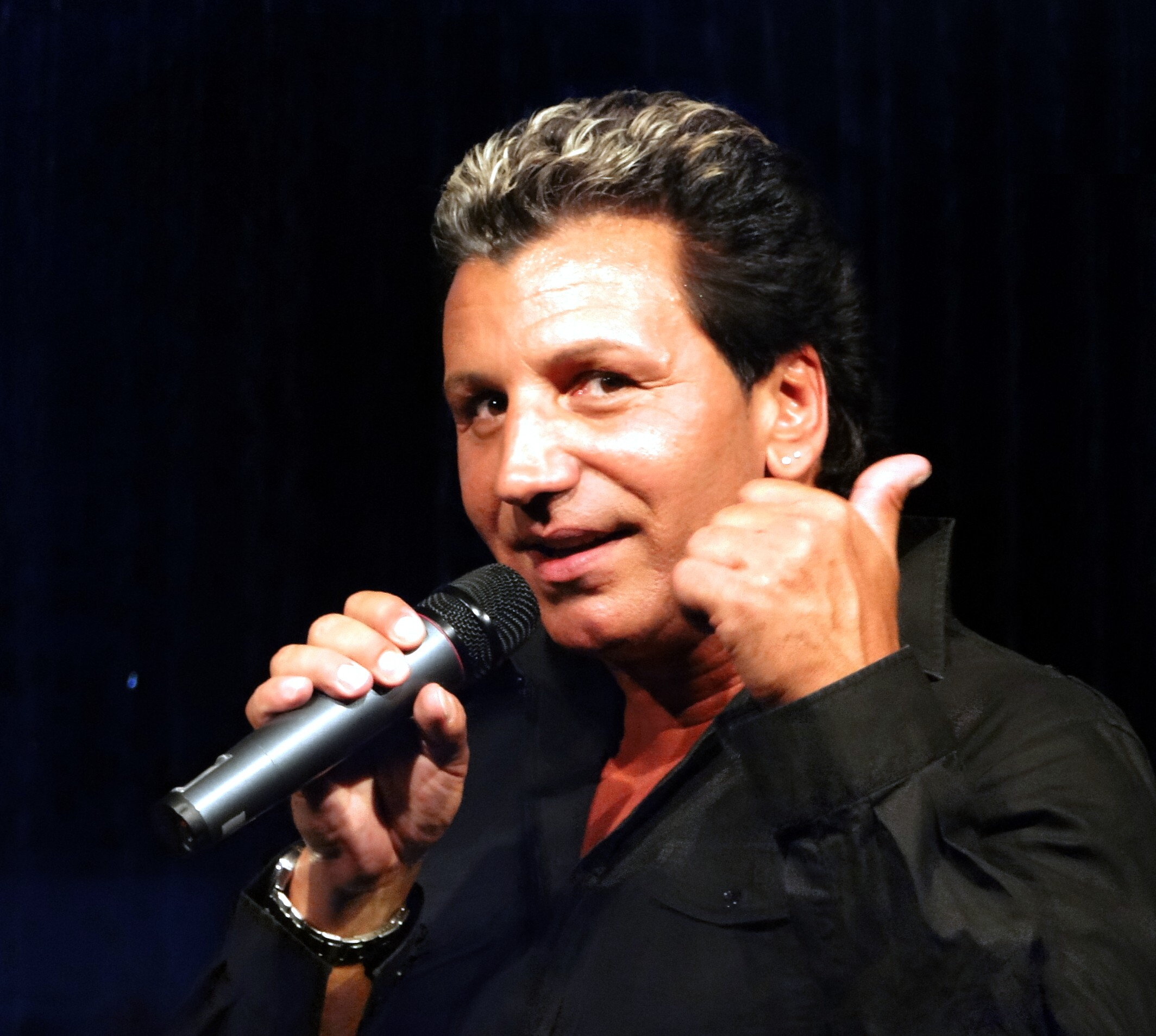
Oliver Frank, 2010

1991 wechselte Frank zu Hansa Records, 1992 zu DA Music und 1999 zu ZYX Music. Mittlerweile nahm er eher klassische Discofox-Titel auf, wie Liza Maria und Samstag Nacht; Ciao, Bella Italia oder Weit, weit von hier. Mit dem Hit Italienische Sehnsucht trat er am 10. Oktober 1996 erstmals in der 323. Ausgabe der ZDF-Hitparade auf. Nach Titeln wie Bis ans Ende der Welt oder Ich bin wieder frei gelang ihm 2005 als einem der ganz wenigen Discofox-Künstler mit Nichts als die Wahrheit (La verità) auch der Sprung in die Top-100-Single-Charts von Media Control. Zudem wurde Oliver Frank vom Künstlermagazin zum Künstler des Jahres 2005 in der Sparte „Partyschlager“ ausgezeichnet. Als Autor fungierte er zunehmend unter dem Pseudonym „Frank Revilo“.
Neben verschiedenen Texten für Kollegen schrieb er für sich selbst unter anderem den Radio-Hitparaden-Erfolgstitel Hallo, Madeleine, diverse Titel seines Albums Unverbesserlich, sowie als Komponist und Texter gleichermaßen die Titel Amore per sempre – Jetzt oder nie (2008), Unser Sommer der Liebe (2009) und Scommetto su di noi (Ich wette auf Dich und mich) (2010). Im Frühjahr 2011 begann mit Wir war’n mehr die Zusammenarbeit mit dem Autor und Produzenten David Brandes. Unter dessen Regie folgten auch die Singles Kreuzverhör (2011) und Ich hab dich geliebt (2012). Mit der in drei Mixen erhältlichen Maxi-CD Alles nur Fassade meldete sich Oliver Frank 2013 als Autor wieder zurück und schickte diesen Song plus Video-Clip als Vorboten für sein nächstes Studioalbum ins Rennen. Diesen folgten 2014 die Airplaycharts-Erfolge Briefe von Sarah und Sommer in San Marino sowie 2015 Drama Queen und der gemeinsam mit Cora produzierte Titel Die Frau für’s Leben zum Start seines Doppel-Albums und der Jubiläums-Edition Saitenblicke.
2016 gab es aus diesem Album mit Herz gefunden und Das passiert mir nie wieder zwei weitere Single-Auskopplungen. Nach den Radio- und DJ-Erfolgen Ich kann warten, A Domani (bis morgen, mein Leben!) oder Ein Wahnsinn so wie du erschien als letzter Vorbote für sein neues Album 2019 die Single Was geht hier ab? Das Album Herz oder gar nichts erschien mit einer begleitenden Center-Promotiontour am 6. September 2019.
Oliver Frank starb am 25. Februar 2022 nach kurzer, schwerer Krankheit im Alter von 58 Jahren. Die Trauerfeier und Urnenbeisetzung fanden am 17. März 2022 auf dem Alten Stadtfriedhof Göttingen statt.

## Diskografie

### Alben
- 1990 Santa Barbara
- 1993 Samstag Nacht
- 1994 Rendez-vous im Paradies
- 1996 Alles klar! [1. Teil der Trilogie]
- 1997 Alles klar! – Die 2te
- 1998 Alles klar! – Die Maxis
- 1998 Das Beste von Oliver Frank
- 1999 Knall auf Fall
- 2001 Hautnah
- 2002 Italienische Sehnsucht „Die Fanedition!“
- 2002 Oliver Frank „XXL – Die Remixe“
- 2003 Land in Sicht
- 2004 Best of – Die Italo-Sommer-Edition
- 2007 Küsse und mehr
- 2007 Mega-Mix
- 2007 Gold-Collection
- 2009 Unverbesserlich
- 2010 Ich wette auf Dich und mich – Das Beste aus 25 Jahren Oliver Frank!
- 2011 Jetzt oder nie
- 2015 Saitenblicke
- 2017 My Star – Oliver Frank
- 2019 Herz oder gar nichts
- 2020 Lieblingsschlager

### Singles
- 1985 – Abschied von Fernando („…und fährt ein weißes Schiff vorbei“) / Wohin Du auch gehst
- 1985 – Im Hafen von Piräus / Ich träum schon mit offenen Augen von dir
- 1986 – Palermo bei Nacht / Montego Bay
- 1987 – 1000 und 1 Nacht / Roter Stern von Mexiko
- 1988 – Santa Barbara / Wie ein Stern am Himmel
- 1988 – Bambolero / Angelina
- 1989 – Rendezvous im Paradies / Hello, Baby Blue
- 1989 – S.O.S. am Strand von Griechenland / Mit Dir
- 1990 – Katharina / Hello, Baby Blue
- 1990 – Zum Frühstück nach Paris / Leih mir noch mal Deine Liebe
- 1990 – Liza Maria / Leben mit Dir

### Maxis
- 1985: Abschied von Fernando
- 1986: Im Hafen von Piräus
- 1987: Palermo bei Nacht
- 1988: 1000 und 1 Nacht
- 1989: Santa Barbara
- 1990: Rendezvous im Paradies
- 1991: Katharina
- 1992: Es ist wieder Sommer in der Stadt
- 1993: Liza Maria
- 1993: Zum Frühstück nach Paris
- 1993: S.O.S. am Strand von Griechenland
- 1994: Haben Sie heute schon Je t’aime gesagt?
- 1994: Ciao, bella italia
- 1995: Samstag Nacht
- 1995: Weit, weit von hier
- 1996: Italienische Sehnsucht
- 1996: Nochmal lass’ ich dich nicht mehr geh’n
- 1996: Da ist noch Platz in meinem Herzen
- 1997: Bis ans Ende der Welt
- 1997: Elisa, Elisa
- 1997: Das Fieber bleibt
- 1998: Ich bin wieder frei
- 1999: Das schaffst Du nie
- 1999: Hey, Rosanna
- 1999: Italienische Sehnsucht (Mallorca-Party-Mix ’98)
- 2000: Die Party-Single!
- 2000: Alles ist wahr
- 2001: Schwerelos
- 2001: 7 Wochen (Italienische Sehnsucht, Part 2)
- 2001: Pflaumenpolka – gemeinsam mit Marco Kloss
- 2002: Nix wie weg
- 2002: Prosecco
- 2003: Land in Sicht
- 2003: 1000 Mal vermisst
- 2004: Nur dieses eine Mal
- 2004: Italienische Sehnsucht, DIE FAN-EDITION!
- 2005: Nichts als die Wahrheit (La verità)
- 2006: Weekend in L.A.
- 2006: Nur ein Spiel (Solamente un gioco)
- 2007: Hallo, Madeleine [nur Album-Promo]
- 2007: Sonne, Sand und Cappuccino
- 2007: Tausend Feuer brennen
- 2008: Amore per sempre – Jetzt oder nie
- 2009: Unser Sommer der Liebe
- 2009: Wie ein Engel [nur Album-Promo]
- 2010: Denn ich bin ihr Mann
- 2010: Scommetto su di noi (Ich wette auf Dich und mich)
- 2010: Wieder ganz allein
- 2011: Kreuzverhör
- 2011: Wir war’n mehr
- 2012: Ich hab dich geliebt
- 2013: Alles nur Fassade
- 2014: Sommer in San Marino
- 2014: Briefe von Sarah
- 2015: Die Frau für’s Leben
- 2015: Drama Queen
- 2016: Das passiert mir nie wieder
- 2016: Herz gefunden
- 2017: Ein Wahnsinn so wie du
- 2017: Ich kann warten
- 2018: Du bleibst
- 2018: A domani (Bis morgen, mein Leben!)
- 2019: Herz oder gar nichts
- 2019: Was geht hier ab?
- 2019: Entweder oder … (mit Nico Gemba)
- 2020: Italienische Sehnsucht (Duett mit Pia Malo)
- 2020: Angezählt
- 2021: MaXimal
- 2021: Die letzten Träumer

## Auszeichnungen
- 1994 – beliebtester Schlagersänger, gewählt von den Lesern der WAZ[4]
- 2005 – in der Sparte Party-Schlager vom Deutschen Künstlermagazin als „Künstler des Jahres“ ausgezeichnet[5]